# Anna Tanaka
Anna Tanaka (田中杏奈 Tanaka Anna?, Toyama, 17 de noviembre de 2005), también conocida monónimamente como Anna (hangul: 안나 ()), es una cantante, modelo y actriz japonesa. Ella es miembro del grupo femenino surcoreano Meovv, que debutó en septiembre de 2024 bajo el sello discográfico The Black Label.

## Biografía
Anna Tanaka nació el 17 de noviembre de 2005 en Toyama, Japón. Estudió ballet cuando era niña y fue animadora desde los 5 años hasta 4º grado de primaria.

## Carrera

### 2016-presente: Inicios de su carrera y debut con Meovv
Tanaka comenzó su carrera como modelo al ganar el Gran Premio en la quinta audición de modelos Nico-Petit el 22 de diciembre de 2016, a la edad de 11 años. Luego, hizo su debut como modelo exclusiva para la revista con la edición de febrero de 2017. Al año siguiente, cuando se lanzó la marca Jenni Belle en marzo de 2018, Tanaka fue designada como modelo de la marca.
El 28 de abril de 2019, durante el evento 'Puchi Colle 9', celebrado en el Tokyo Ariake TFT Hall, concluyó su mandato como modelo exclusiva para Nico-Petit. Más tarde, en ese año, durante el 'Seventeen Summer School Festival' celebrado en el Pacifico Yokohama National Convention Hall el 22 de agosto de 2019, fue anunciada como una de las ganadoras del título 'Miss Seventeen 2019', y se convirtió en modelo exclusiva de Seventeen Japón.
Después de unirse a The Black Label en Corea del Sur, el 6 de septiembre de 2024, debutó como miembro del grupo femenino Meovv.

## Filmografía

### Dramas televisivos
| Año  | Título                                | Papel                   | Ref.   |
| ---- | ------------------------------------- | ----------------------- | ------ |
| 2021 | Blue SP-School Police, Ryuhei Shimada | Aparición como invitada | [ 9 ]  |
| 2022 | Koi no Yamai to Yarougumi             | Rika Mochizuki          | [ 10 ] |

### Programas de televisión
| Año  | Título       | Red           | Ref.  |
| ---- | ------------ | ------------- | ----- |
| 2020 | Mezamashi TV | FNS (Fuji TV) | [ 2 ] |